# Haruo Sotozaki
Haruo Sotozaki (外崎春雄 Sotozaki Haruo?) es un director de cine y anime japonés. Hizo su debut como director en 2004 con la adaptación al anime de 2 × 2 = Shinobuden. En 2019, dirigió la adaptación al anime de Kimetsu no Yaiba, así como su película, Kimetsu no Yaiba: Mugen Ressha-hen en 2020, que ha ganado numerosos premios.

## Trabajos

### Series
Destaca papeles con funciones de dirección de series.
| Año  | Título                                    | Director(es)                   | Estudio           | Funciones | Refs.         |
| ---- | ----------------------------------------- | ------------------------------ | ----------------- | --- | ------------- |
| 1998 | Eat-Man '98                               | Toshifumi Kawase               | Studio Deen       | Director de animación (#2, 6, 10) Supervisor de animación Animación clave (#2, 6; OP; ED) | [ 1 ]         |
| 2000 | Gensomaden Saiyuki                        | Hayato Date                    | Pierrot           | Director de animación (#6) | [ 2 ]         |
| 2001 | Chikyū Shōjo Arjuna                       | Shōji Kawamori                 | Satelight         | Director de animación (#1, 8) Asistente de dirección de animación (#9, 12) Animación principal Configuración de invitados (#5-13) Animación clave (#9, 13)                                                                      | [ 3 ]         |
| 2001 | X                                         | Yoshiaki Kawajiri              | Madhouse          | Director de episodios (#13, 18) Asistente de dirección de animación (#18) Animación clave (#13) | [ 4 ] [ 5 ]   |
| 2004 | 2 × 2 = Shinobuden                        | Hitoyuki Matsui Haruo Sotozaki | Ufotable          | Director de la serie Guion gráfico (#5; OP) Director de episodios (#5-6, 9) Director de animación (#5-6, 12) Animación clave (#1, 5-6, 12)                                                                                      | [ 6 ] [ 7 ]   |
| 2011 | Gintama'                                  | Yōichi Fujita                  | Sunrise           | Animación clave (#36, 43, 49) | [ 8 ]         |
| 2011 | No. 6                                     | Kenji Nagasaki                 | Bones             | Segunda animación clave (#ED) | [ 9 ]         |
| 2012 | Zetman                                    | Osamu Nabeshima                | TMS Entertainment | Animación clave (#7; OP) | [ 10 ]        |
| 2012 | Lupin III: Mine Fujiko to Iu Onna         | Sayo Yamamoto                  | TMS Entertainment | Director de animación (#12) | [ 11 ]        |
| 2012 | Zetsuen no Tempest                        | Masahiro Andō                  | Bones             | Animación clave (#24; OP1) | [ 12 ]        |
| 2014 | Fate/stay night: Unlimited Blade Works    | Takahiro Miura                 | Ufotable          | Segunda animación clave (#12) | [ 13 ]        |
| 2016 | Tales of Zestiria the Cross               | Haruo Sotozaki                 | Ufotable          | Director Guion gráfico (#0-1, 10, 12; OP) Director de episodios (#0, 2, 6, 12) Director de unidad (#OP) Director de animación (#6, 12) Animación clave (#12) Segunda animación clave (#6)                                       | [ 14 ] [ 15 ] |
| 2017 | Tales of Zestiria the Cross 2nd Season    | Haruo Sotozaki                 | Ufotable          | Director Guion gráfico (#14, 19-20, 23-25; OP) Director de episodio (#25) Director de unidad (#OP) Director de animación (#19, 22-25)                                                                                           | [ 16 ]        |
| 2019 | Kimetsu no Yaiba                          | Haruo Sotozaki                 | Ufotable          | Director Guion gráfico (#1-3, 8-9, 13-14, 16-17, 24, 26; OP) Director de episodios (#1-2, 14, 26) Director de unidad (#OP) Director de animación (#17, 24, 26) Animación clave (#8, 24)                                         | [ 17 ] [ 18 ] |
| 2021 | Kimetsu no Yaiba: Mugen Ressha-hen Arc TV | Haruo Sotozaki                 | Ufotable          | Director Guion gráfico (#6-7; OP) Director de episodio (#7) Director de unidad (#OP) Director de animación (#6-7) | [ 19 ]        |
| 2022 | Kimetsu no Yaiba: Yūkaku-hen              | Haruo Sotozaki                 | Ufotable          | Director Guion gráfico (#4-5, 9; OP) Director de unidad (#OP) Director de animación (#8-9) Segunda animación clave (#11) Asistente de dirección de animación (#10) Subdirector de animación en jefe (#11) Animación clave (#OP) | [ 20 ] [ 21 ] |
| 2023 | Kimetsu no Yaiba: Katanakaji no Sato-hen  | Haruo Sotozaki                 | Ufotable          | Director Guion gráfico (#11; OP) Director de unidad (#OP) Director de animación (#11) Subdirector jefe de animación (#4-6, 9, 11) Animación clave (#OP) Producción del trailer (#1-9, 11)                                       | [ 22 ] [ 23 ] |
| 2024 | Kimetsu no Yaiba: Hashira Geiko-hen       | Haruo Sotozaki                 | Ufotable          | Director | [ 24 ] [ 25 ] |

### Películas
Destaca papeles con funciones de dirección de series.
| Año  | Título                                   | Director(es)     | Estudio  | Funciones                                                             | Refs.  |
| ---- | ---------------------------------------- | ---------------- | -------- | --------------------------------------------------------------------- | ------ |
| 2010 | Gintama Movie 1: Shinyaku Benizakura-hen | Shinji Takamatsu | Sunrise  | Animación clave                                                       | [ 26 ] |
| 2013 | Majokko Shimai no Yoyo to Nene           | Takayuki Hirao   | Ufotable | Director de animación                                                 | [ 27 ] |
| 2020 | Kimetsu no Yaiba: Mugen Ressha-hen       | Haruo Sotozaki   | Ufotable | Director Guion gráfico Director de unidad Director de animación       | [ 28 ] |
| 2025 | Kimetsu no Yaiba Movie: Mugen Jō-hen 1   | Haruo Sotozaki   | Ufotable | Director Guion gráfico Director de animación Subdirector de animación | [ 29 ] |

### OVAs
Destaca papeles con funciones de dirección de series.
| Año  | Título                                           | Director(es)     | Estudio        | Funciones                                                                                           | Refs.         |
| ---- | ------------------------------------------------ | ---------------- | -------------- | --------------------------------------------------------------------------------------------------- | ------------- |
| 1996 | Shin Kidō Senki Gundam Wing: Operation Meteor    | Masashi Ikeda    | Sunrise        | Animación intermedia (#1-2) Animación clave (#1-4)                                                  | [ 30 ]        |
| 2001 | R.O.D: Read or Die                               | Kōji Masunari    | Studio Deen    | Animación clave (#2)                                                                                | [ 31 ]        |
| 2003 | Shin Hokuto no Ken                               | Takashi Watanabe | Toei Animation | Diseño de personajes Director de animación (#1, 3) Animación clave                                  | [ 32 ]        |
| 2007 | Tales of Symphonia The Animation: Sylvarant-hen  | Haruo Sotozaki   | Ufotable       | Director Guion gráfico (#1, 4) Director de unidad (#1-4) Animación clave (#1-4) Diseño de monstruos | [ 33 ] [ 14 ] |
| 2010 | Tales of Symphonia The Animation: Tethe'alla-hen | Haruo Sotozaki   | Ufotable       | Director Guion gráfico (#1-2, 4; ED2) Director de unidad (#1-4; OP; ED2) Animación clave (#1-4; OP) | [ 34 ]        |
| 2011 | Tales of Symphonia The Animation: Sekai Tōgō-hen | Haruo Sotozaki   | Ufotable       | Director Guion gráfico (#2-3; OP) Director de unidad (#1-3; OP) Animación clave (#1-3; OP)          | [ 35 ]        |

### Videojuegos
- Disgaea 2: Cursed Memories (魔界戦記ディスガイア2 Makai Senki Disugaia Tsū?) (2006) (director de animación, diseñador de personajes, guionista, director de fotografía, director de animación, animador de aperturas)

## Premios
| Año  | Premio                                             | Categoría                      | Obra                                                                   | Resultado | Refs.  |
| ---- | -------------------------------------------------- | ------------------------------ | ---------------------------------------------------------------------- | --------- | ------ |
| 2019 | Newtype Anime Awards                               | Mejor Director                 | Kimetsu no Yaiba                                                       | Ganador   | [ 36 ] |
| 2020 | Crunchyroll Anime Awards                           | Anime del Año                  | Kimetsu no Yaiba                                                       | Ganador   | [ 37 ] |
| 2020 | Tokyo Anime Awards Festival                        | Mejor Animación Televisiva     | Kimetsu no Yaiba                                                       | Ganador   | [ 38 ] |
| 2020 | 45th Hochi Film Award                              | Mejor Película de Animación    | Kimetsu no Yaiba: Mugen Ressha-hen                                     | Ganador   | [ 39 ] |
| 2020 | Nikkan Sports Film Award for Yūjirō Ishihara Award | Mejor Director                 | Kimetsu no Yaiba: Mugen Ressha-hen                                     | Ganador   | [ 40 ] |
| 2021 | Premio de la Academia de Cine de Japón             | Animación del año              | Kimetsu no Yaiba: Mugen Ressha-hen                                     | Ganador   | [ 41 ] |
| 2021 | Premios de cine de Mainichi                        | Mejor Película de Animación    | Kimetsu no Yaiba: Mugen Ressha-hen                                     | Nominado  | [ 42 ] |
| 2021 | Premios Satellite                                  | Mejor Película o Corto Animado | Kimetsu no Yaiba: Mugen Ressha-hen                                     | Nominado  | [ 43 ] |
| 2021 | Tokyo Anime Awards Festival                        | Mejor Director                 | Kimetsu no Yaiba: Mugen Ressha-hen                                     | Ganador   | [ 44 ] |
| 2021 | Newtype Anime Awards                               | Mejor Director                 | Kimetsu no Yaiba: Mugen Ressha-hen                                     | Ganador   | [ 45 ] |
| 2022 | Newtype Anime Awards                               | Mejor Director                 | Kimetsu no Yaiba: Mugen Ressha-hen Arc TV Kimetsu no Yaiba: Yūkaku-hen | Ganador   | [ 46 ] |
| 2023 | Crunchyroll Anime Awards                           | Mejor Director                 | Kimetsu no Yaiba: Yūkaku-hen                                           | Ganador   | [ 47 ] |